# José Luis de Oriol y Urigüen
José Luis Oriol y Urigüen, marquès de Casa Oriol (Bilbao, 4 de novembre de 1877 - Madrid, 15 d'abril de 1972) fou un empresari i polític basc, diputat a Corts durant la restauració borbònica i durant la Segona República.

## Biografia
Casat amb Catalina de Urquijo y Vitórica (filla de Lucas de Urquijo i nebot del primer Marquès d'Urquijo), amb qui va tenir vuit fills: José María (futur president d'Hidrola), Lucas, Fernando, Antonio María; María Sacramento, casada amb José María de Palacio; Teresa, Ignacio i Catalina (aquesta última, monja carmelita descalça). Tots els germans donaren suport al Bàndol nacional en la Guerra Civil espanyola.

### Arquitectura
Estudià arquitectura, i entre els seus projectes més destacats hi ha l'anomenat Palau Oriol de Madrid el 1913 (avui Hotel AC Palacio del Retiro) així com l'actual edifici corresponent a la Facultat de Medicina i Odontologia de la Universitat de València, recentment (2010) rehabilitada, reformada i modernitzada.

### Fundació d'Hidrola
Conjuntament amb el seu sogre Lucas de Urquijo i l'enginyer Juan Urrutia Zulueta, va fundar Hidrola (Hidroelèctrica Espanyola, actualment Iberdrola) a partir d'Hidroelèctrica Ibèrica. Va ser president de la companyia fins a 1941, en què va cedir el lloc al seu fill Jose María de Oriol y Urquijo.

### Fundació de Talgo
Va donar el suport econòmic necessari a Alejandro Goicoechea Omar per al desenvolupament dels seus projectes ferroviaris, fundant l'empresa Patents Talgo el 1942.

### Política
Va ser elegit diputat pel Partit Maurista a les eleccions generals espanyoles de 1919 pel districte de Baeza (província de Jaén). Després de la proclamació de la Segona República Espanyola fou elegit diputat per Àlaba com a «catòlic foralista» a les eleccions generals espanyoles de 1931, 1933, eleccions generals espanyoles de 1936. Durant la guerra civil espanyola va donar suport als sublevats.